# Phytobia powelli
Phytobia powelli este o specie de muște din genul Phytobia, familia Agromyzidae, descrisă de Spencer în anul 1981.
Este endemică în California. Conform Catalogue of Life specia Phytobia powelli nu are subspecii cunoscute.